# Partido da Democracia Cristã
O Partido da Democracia Cristã (PDC) foi um partido político português da direita com princípios cristãos, criado em 10 de maio de 1974, a partir de uma cisão mais à direita do Partido Cristão Social Democrata (PCSD), pretendendo reunir conservadores sociais, democratas-cristãos e conservadores nacionais, entre os quais os dirigentes Nuno Calvet de Magalhães, Henrique de Sousa e Melo e José Mendes da Fonseca. Segundo o líder, Nuno Calvet de Magalhães, o PDC inspirava-se numa tradição distinta do salazarismo.
Embora tenha sido ponderada, sem se efetivar, a sua ilegalização depois do fracasso de António de Spínola na convocação da manifestação da Maioria Silenciosa de 28 de setembro de 1974, o PDC esteve suspenso de actividade política durante o PREC por ter supostamente apoiado António de Spínola durante a tentativa de golpe de 11 de Março de 1975 e por se ter tornado numa "barriga-de-aluguer" da extrema-direita (apesar de o líder-fundador, Sanches Osório, ter sido um dos Capitães de Abril e alguns fundadores do partido terem sido democratas-cristãos). A sua ilegalização foi defendida por diversos deputados de esquerda na Assembleia da República pelo menos até 1976, alegando que os partidos não podiam, legalmente, ter uma designação que remetesse para confissões religiosas. Contudo, após o golpe de 25 de Novembro de 1975, retomou a atividade político-partidária em plena legalidade. No contexto em que surgiu, o PDC bateu-se politicamente contra o processo de descolonização, embora sem se opor ao princípio da autodeterminação dos povos das colónias e a um estatuto das colónias integrado no todo nacional (uma espécie de solução federalista), e contra o processo de nacionalizações levadas a cabo em diversas empresas nacionais, uma vez que defendia o princípio da livre iniciativa privada. Numa perspetiva conservadora, defendia a criação do Ministério da Família. Não se opunha ao desenvolvimento de um pilar de intervenção socioeconómica do Estado, pois defendia a criação de um sistema de previdência e de cuidados de saúde; a gratuitidade do ensino - embora com direito de escolha das famílias pelo ensino particular; a fixação de um salário mínimo nacional; e o direito dos trabalhadores à greve, complementado com o correspondente direito ao lockout por parte das empresas.
Concorreu a todas as eleições legislativas e europeias até 1989 e autárquicas até 1997, mas nunca logrou eleger qualquer deputado ou vereador municipal - apesar do resultado de 1,21% nas eleições legislativas de 1979, a formação da Aliança Democrática (PSD/CDS-PP/PPM) contribuiu para reunir o eleitorado de direita em torno dessa coligação e, consequentemente, para o definhamento do PDC. Apesar da pouca expressão, o PDC existiu por mais de 30 anos, tendo sido extinto apenas em 20 de agosto de 2004, não pela inconstitucionalidade do seu nome, mas por não ter apresentado as suas contas durante três anos consecutivos.

## Ideologia
No seu ideário, afirmava-se aberto a todos os portugueses sem distinção de raças ou credos religiosos e defendia a igualdade de direitos entre homens e mulheres. Tinha em vista a defesa do primado do Homem em toda a sua dimensão criadora. Apelava à participação ativa no processo político, defendendo as seguintes ideias: 
- a necessidade de uma sociedade hierarquizada;[9]
- a cooperação entre classes em vez da luta de classes;[9]
- o personalismo cristão;[9]
- o pluralismo social e ideológico;[9]
- a democracia comunitária e de participação;[9]
- a primazia da moral e a afirmação da crença espiritual;[9]
- a importância da conceção social com fonte na doutrina social da Igreja;[9]
- a solidariedade entre povos;[9]
- a realização dos princípios sociais católicos através da ação política;[9]
- a forma republicana de regime e a eleição dos órgãos de soberania por sufrágio direto;[4]
- o municipalismo;[4]
- a livre iniciativa e a propriedade privadas.[4]

## Resultados Eleitorais

### Eleições legislativas
| Data | Líder                    | Cl. | Votos  | %             | +/-  | Deputados | +/-     | Status            | Notas                                              |
| ---- | ------------------------ | --- | ------ | ------------- | ---- | --------- | ------- | ----------------- | -------------------------------------------------- |
| 1976 | José Pinheiro de Azevedo | 9.º | 29 874 | 0,54 / 100,00 |      | 0 / 263   |         | Extra-parlamentar |                                                    |
| 1979 | José Pinheiro de Azevedo | 5.º | 72 514 | 1,21 / 100,00 | 0,67 | 0 / 250   | Estável | Extra-parlamentar | Integração do grupo da Frente Nacional nas listas. |
| 1980 | José Pinheiro de Azevedo | 9.º | 23 819 | 0,40 / 100,00 | 0,81 | 0 / 250   | Estável | Extra-parlamentar | Aliança com MIRN/PDP e FN                          |
| 1983 | José Pinheiro de Azevedo | 5.º | 39 180 | 0,69 / 100,00 | 0,29 | 0 / 250   | Estável | Extra-parlamentar |                                                    |
| 1985 | José Pinheiro de Azevedo | 7.º | 41 831 | 0,72 / 100,00 | 0,03 | 0 / 250   | Estável | Extra-parlamentar |                                                    |
| 1987 | António Santos Ferreira  | 9.º | 31 667 | 0,56 / 100,00 | 0,16 | 0 / 250   | Estável | Extra-parlamentar |                                                    |

### Eleições europeias
| Data | Cabeça de lista | Cl. | Votos  | %             | +/-     | Deputados | +/-     |
| ---- | --------------- | --- | ------ | ------------- | ------- | --------- | ------- |
| 1987 |                 | 8.º | 40 812 | 0,72 / 100,00 |         | 0 / 24    |         |
| 1989 |                 | 9.º | 29 745 | 0,72 / 100,00 | Estável | 0 / 24    | Estável |

### Eleições presidenciais
| Data | Candidato apoiado        | 1ª Volta                 | 1ª Volta                 | 1ª Volta                 | 2ª Volta                 | 2ª Volta                 | 2ª Volta                 |
| Data | Candidato apoiado        | Cl.                      | Votos                    | %                        | Cl.                      | Votos                    | %                        |
| ---- | ------------------------ | ------------------------ | ------------------------ | ------------------------ | ------------------------ | ------------------------ | ------------------------ |
| 1976 | Nenhum candidato apoiado | Nenhum candidato apoiado | Nenhum candidato apoiado | Nenhum candidato apoiado | Nenhum candidato apoiado | Nenhum candidato apoiado | Nenhum candidato apoiado |
| 1980 | Nenhum candidato apoiado | Nenhum candidato apoiado | Nenhum candidato apoiado | Nenhum candidato apoiado | Nenhum candidato apoiado | Nenhum candidato apoiado | Nenhum candidato apoiado |
| 1986 | Diogo Freitas do Amaral  | 1.º                      | 2 629 597                | 46,31 / 100,00           | 2.º                      | 2 872 064                | 48,82 / 100,00           |
| 1991 | Nenhum candidato apoiado | Nenhum candidato apoiado | Nenhum candidato apoiado | Nenhum candidato apoiado | Nenhum candidato apoiado | Nenhum candidato apoiado | Nenhum candidato apoiado |
| 1996 | Nenhum candidato apoiado | Nenhum candidato apoiado | Nenhum candidato apoiado | Nenhum candidato apoiado | Nenhum candidato apoiado | Nenhum candidato apoiado | Nenhum candidato apoiado |
| 2001 | Nenhum candidato apoiado | Nenhum candidato apoiado | Nenhum candidato apoiado | Nenhum candidato apoiado | Nenhum candidato apoiado | Nenhum candidato apoiado | Nenhum candidato apoiado |

### Eleições autárquicas (resultado que excluem os resultados de coligações envolvendo o partido)

#### Câmaras e Vereadores Municipais
| Data | Cl.           | Votos         | %             | +/-           | Presidentes CM | +/-           | Vereadores    | +/-           |
| ---- | ------------- | ------------- | ------------- | ------------- | -------------- | ------------- | ------------- | ------------- |
| 1976 | Não concorreu | Não concorreu | Não concorreu | Não concorreu | Não concorreu  | Não concorreu | Não concorreu | Não concorreu |
| 1979 | 8.º           | 6 616         | 0,13 / 100,00 |               | 0 / 305        |               | 2 / 1 900     |               |
| 1982 | 14.º          | 849           | 0,02 / 100,00 | 0,11          | 0 / 305        | Estável       | 0 / 1 913     | 2             |
| 1985 | 9.º           | 7 863         | 0,16 / 100,00 | 0,14          | 0 / 305        | Estável       | 2 / 1 975     | 2             |
| 1989 | 13.º          | 5 662         | 0,11 / 100,00 | 0,05          | 0 / 305        | Estável       | 1 / 1 997     | 1             |
| 1993 | 15.º          | 214           | 0,00 / 100,00 | 0,11          | 0 / 305        | Estável       | 0 / 2 006     | 1             |
| 1997 | 13.º          | 4 361         | 0,08 / 100,00 | 0,08          | 0 / 305        | Estável       | 1 / 2 021     | 1             |

#### Assembleias Municipais
| Data | Cl.           | Votos         | %             | +/-           | Deputados     | +/-           |
| ---- | ------------- | ------------- | ------------- | ------------- | ------------- | ------------- |
| 1976 | 10.º          | 970           | 0,02 / 100,00 |               | 0 / 5 135     |               |
| 1979 | 10.º          | 417           | 0,00 / 100,00 | 0,02          | 0 / 9 703     | Estável       |
| 1982 | 13.º          | 847           | 0,02 / 100,00 | 0,02          | 2 / 9 897     | 2             |
| 1985 | 9.º           | 4 002         | 0,09 / 100,00 | 0,07          | 2 / 6 672     | Estável       |
| 1989 | 13.º          | 4 250         | 0,09 / 100,00 | Estável       | 3 / 6 753     | 1             |
| 1993 | Não concorreu | Não concorreu | Não concorreu | Não concorreu | Não concorreu | Não concorreu |
| 1997 | 13.º          | 4 254         | 0,08 / 100,00 |               | 5 / 6 807     |               |

#### Assembleias de Freguesia
| Data | Cl.           | Votos         | %             | +/-           | Deputados     | +/-           |
| ---- | ------------- | ------------- | ------------- | ------------- | ------------- | ------------- |
| 1976 | Não concorreu | Não concorreu | Não concorreu | Não concorreu | Não concorreu | Não concorreu |
| 1979 | 10.º          | 2 594         | 0,06 / 100,00 |               | 26 / 40 110   |               |
| 1982 | 14.º          | 482           | 0,00 / 100,00 | 0,06          | 0 / 41 636    | 26            |
| 1985 | 10.º          | 1 021         | 0,02 / 100,00 | 0,02          | 4 / 31 941    | 4             |
| 1989 | 17.º          | 1 068         | 0,02 / 100,00 | Estável       | 7 / 33 000    | 3             |
| 1993 | Não concorreu | Não concorreu | Não concorreu | Não concorreu | Não concorreu | Não concorreu |
| 1997 | 11.º          | 2 598         | 0,05 / 100,00 |               | 8 / 33 953    |               |

| Municípios           | 1979  | 1979 | 1982  |     | 1985  | 1985 | 1989  | 1989 | 1993 | 1997  | 1997 |
| -------------------- | ----- | ---- | ----- | --- | ----- | ---- | ----- | ---- | ---- | ----- | ---- |
| Lamego               |       |      | 0 / 7 | 4.º |       |      | 1 / 7 | 4.º  |      |       |      |
| Monção               |       |      |       |     |       |      |       |      |      | 1 / 7 | 3.º  |
| Ourém                | 2 / 7 | 3.º  |       |     | 1 / 7 | 3.º  |       |      |      |       |      |
| Santa Maria da Feira |       |      |       |     | 1 / 9 | 3.º  | 0 / 9 | 4.º  |      |       |      |